# 2. červen
2. červen je 153. den roku podle gregoriánského kalendáře (154. v přestupném roce). Do konce roku zbývá 212 dní. Svátek má Jarmil.

## Události

### Česko
- 1297 – Václav II. byl korunován českým králem a jeho manželka Guta Habsburská českou královnou.
- 1358 – Moravský markrabě Jan Jindřich Lucemburský potvrdil Brnu všechna privilegia udělená předchozími panovníky.
- 1541 – Požár zničil dvě třetiny Malé Strany a severní část Pražského hradu. Spolu s jinými dokumenty shořely na hradě Desky zemské – knihy, které obsahovaly záznamy o jednání českého zemského soudu a sněmu.
- 1585 – Císař Rudolf II. byl spolu se svým strýcem Karlem Štýrským a bratrem Arnoštem přijat do Řádu zlatého rouna.
- 1848 –  V budově muzea v Praze začíná první Slovanský sjezd, na který přijelo 340 zástupců slovanských národů. Jejich úkolem bylo projednat možnost přeměnit Rakousko ve spolkový stát a stanovit, jaký má být vztah Slovanů žijících v Rakousku k ostatním slovanským národům. Sjezd náhle ukončilo červnové povstání (12. 6.).
- 1898 – První návrh na pražské metro podal městské radě obchodník Ladislav Rott. V Evropě v té době mělo metro jen Londýn a Budapešť.
- 1945 – Mezi vládou Československé republiky a předsednictvem Slovenské národní rady byla uzavřena dohoda o rozdělení pravomocí.
- 1948 – Prezident Edvard Beneš podepsal dopis čs. vládě, v němž oznámil svou abdikaci. Pochopil, že po únorovém převratu může pouze přihlížet komunistické diktatuře, bez možnosti ovlivňovat vývoj v zemi.
- 2006 – Probíhaly volby do Poslanecké sněmovny. Zvítězila ODS (35,4 %), následovaná ČSSD (32,3 %), KSČM (12,8 %) a KDU-ČSL (7,2 %). Do parlamentu se poprvé dostala Strana zelených (6,3 %).

### Svět
- 0455 – Vandalové, vedení králem Geiserichem, dobyli a plenili Řím 14 dní
- 0575 – Benedikt I. se stal 62. papežem
- 0657 – Sv. Evžen I. končí po třech letech jako katolický papež, nahradí ho Vitalianus
- 1098 – První křížová výprava: První obléhání města Antiochie skončilo, když se křižákům podařilo dobýt město. Druhé obléhání začne za 5 let
- 1793 – Francouzská revoluce: 80 tisíc lidí oblehlo Národní konvent a předáci Girondistů byli zatčeni.
- 1857 – James Gibbs z Virginie patentuje šicí stroj s jednou nití a řetízkovým stehem
- 1896 – Guglielmo Marconi získal patent pro svůj nejnovější vynález – rádio.
- 1937 – Opera Albana Berga Lulu je posmrtně premiérovaná v Curychu.
- 1948 – Izraelské obranné síly zvítězily v první bitvě o kibuc Negba.
- 1953 – Ve Velké Británii byla korunována královnou Alžběta II.
- 1964 – Byla založena Organizace pro osvobození Palestiny.
- 1974 – Vesmírná sonda Luna 22 se stala družicí Měsíce.
- 1983
  - Odstartovala sonda Veněra 15.
  - Požár na palubě DC-9 letu Air Canada 797  (vadný záchod) zahubil 23 cestujících.
- 2003 – K Marsu odstartovala evropská kosmická sonda Mars Express.

## Narození

### Česko

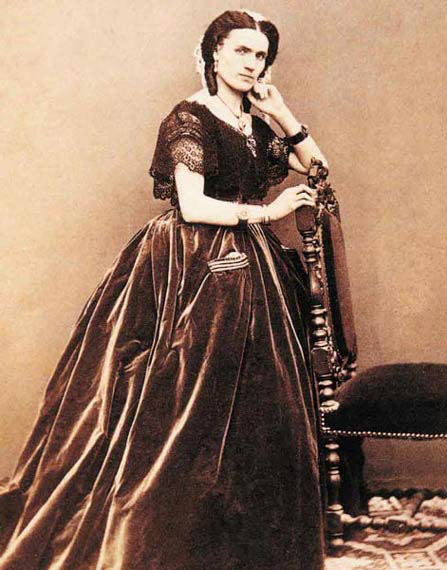
Tereza Stolzová (* 1834)

- 1720 – Johann Franz Greipel, malíř († 4. dubna 1798)
- 1751 – Karel Jan Rudzinsky, architekt, průzkumník Moravského krasu († 28. dubna 1818)
- 1807 – Robert Führer, varhaník a hudební skladatel († 28. listopadu 1861)
- 1811 – Jan Váňa, objevitel uhlí na Kladensku († 27. června 1864)
- 1819 – Karel Vrátný, hudební skladatel a spisovatel († po r. 1873)
- 1834 – Tereza Stolzová, operní pěvkyně († 22. srpna 1902)
- 1836
  - Antonie di Giorgi, pražská německá spisovatelka († 24. listopadu 1913)
  - Josef Pražák, poslanec Českého zemského sněmu († 7. ledna 1886)
- 1841 – Jan Tomáš, fotograf († 7. září 1912)
- 1843 – Vilém Tierhier, architekt a politik († 26. ledna 1908)
- 1855 – Karel Förster, houslista, varhaník a hudební skladatel († 14. června 1921)
- 1884 – František Xaver Naske, malíř, dekoratér a ilustrátor († 22. srpna 1959)
- 1887 – Bedřich Homola, československý generál, legionář († 5. ledna 1943)
- 1890 – Miloš Klicman, knižní grafik († 23. října 1957)
- 1891 – František Forst, hudební skladatel († 12. dubna 1960)
- 1893 – František Hrobař, pedagog, botanik a ornitolog († 19. října 1985)
- 1902 – Bedřich Rozehnal, architekt († 11. června 1984)
- 1903 – Vlastislav Antonín Vipler, dirigent a hudební skladatel († 4. června 1971)
- 1904
  - František Pilař, spisovatel († 14. ledna 1980)
  - František Plánička, reprezentační fotbalový brankář († 20. července 1996)
- 1919 – Florence Marlyová, vlastním jménem Hana Smékalová, herečka († 9. listopadu 1978)
- 1923 – Ivan Hrbek, orientalista, historik a překladatel z arabštiny († 20. března 1993)
- 1928 – Milan Havlín, kanadský zahradní architekt českého původu († 12. května 2007)
- 1936
  - Karel Hořínek, sochař a restaurátor
  - Miroslav Khol, fotograf
- 1940 – Karel Růžička starší, klavírista, jazzový hudebník, hudební skladatel a pedagog
- 1950 – Renáta Doleželová, herečka († 17. června 2000)
- 1953 – Petr Kolínský, scénograf, architekt, malíř, grafik, designér
- 1954
  - Dana Picková, historička
  - Zdeněk Šreiner, fotbalista
- 1956 – Jan Ambrůz, sochař
- 1957 – Tomáš Vorel, režisér, scenárista a herec
- 1958 – Oto Linhart, publicista, spisovatel a básník
- 1963 – Ivana Grollová, česká mongolistka a diplomatka
- 1965 – Jan Macháček, novinář a hudebník
- 1971 – Kateřina Jacques-Bursíková, politička
- 1976
  - Gabriela Navrátilová, tenistka
  - Martin Čech, hokejista († 6. září 2007)

### Svět

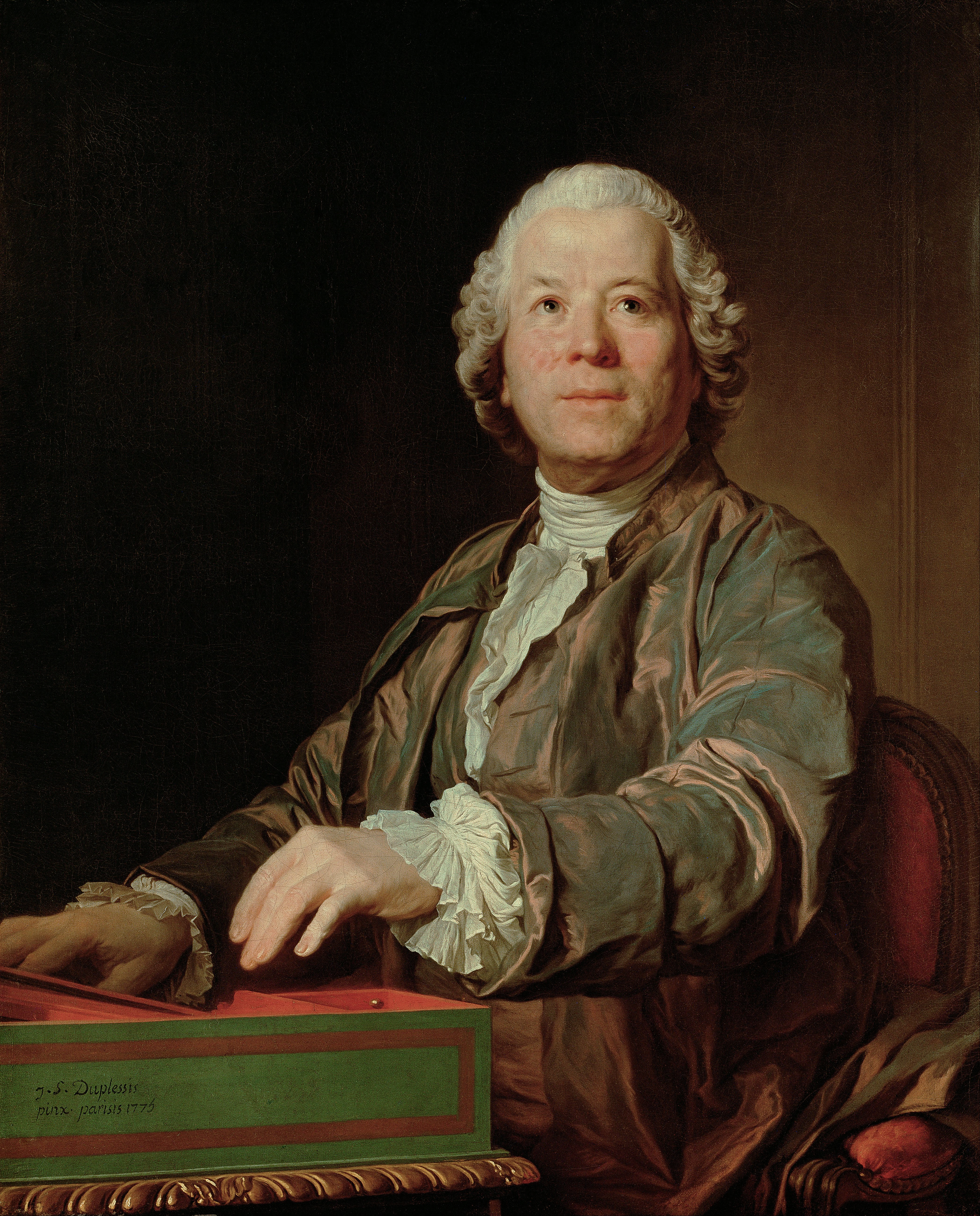
Christoph Willibald Gluck (* 1714)

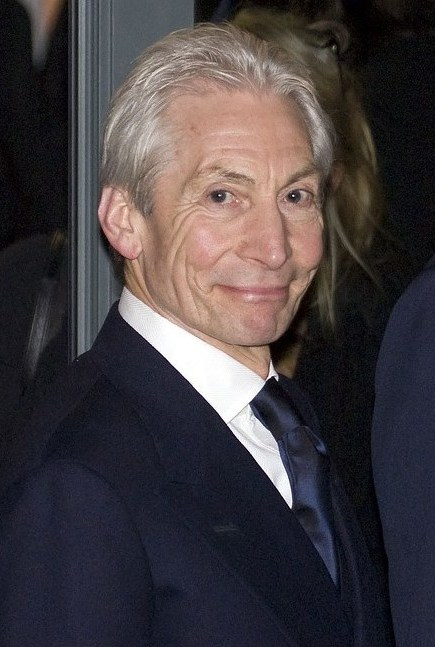
Charlie Watts (* 1941)

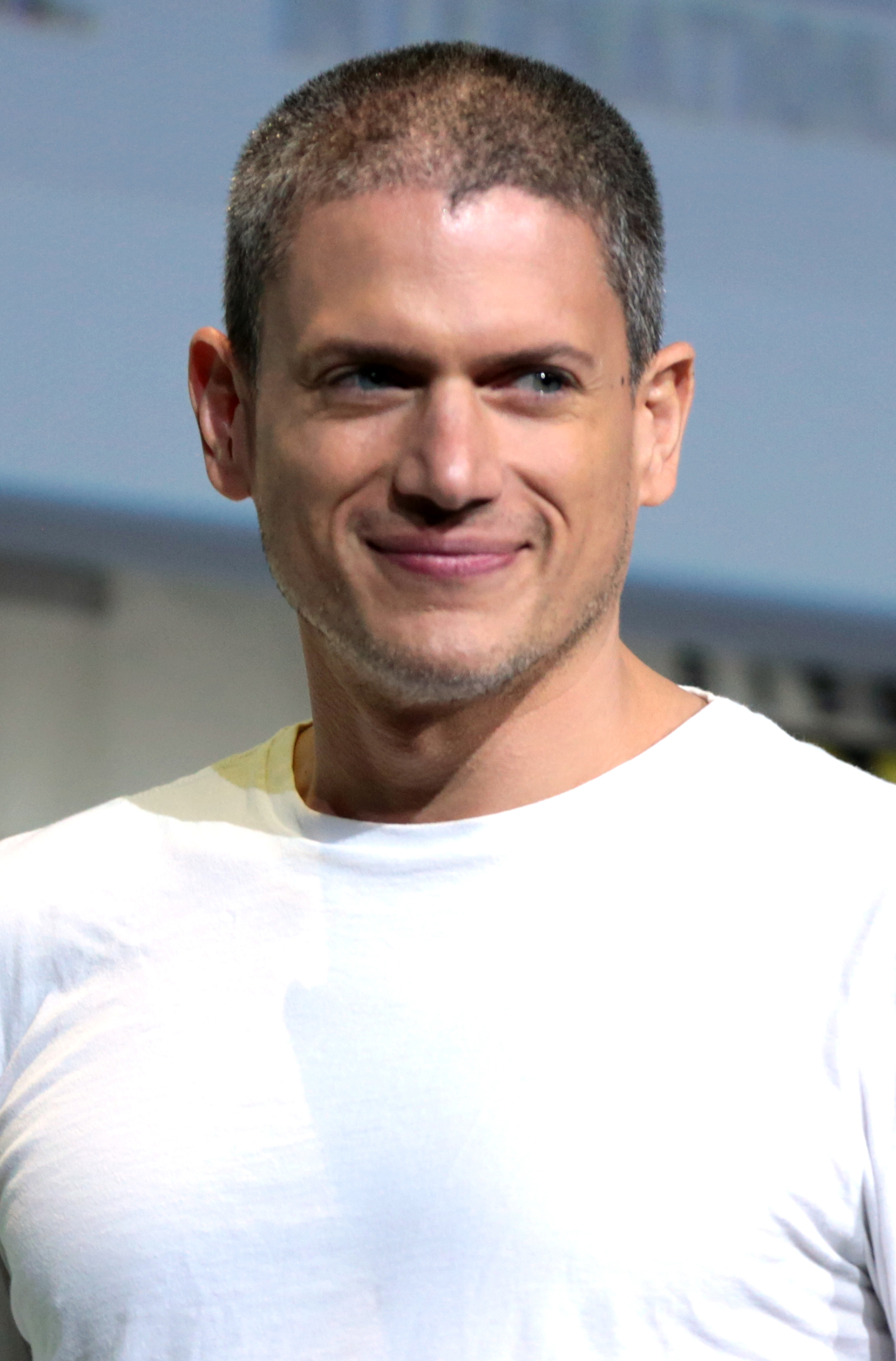
Wentworth Miller (* 1972)

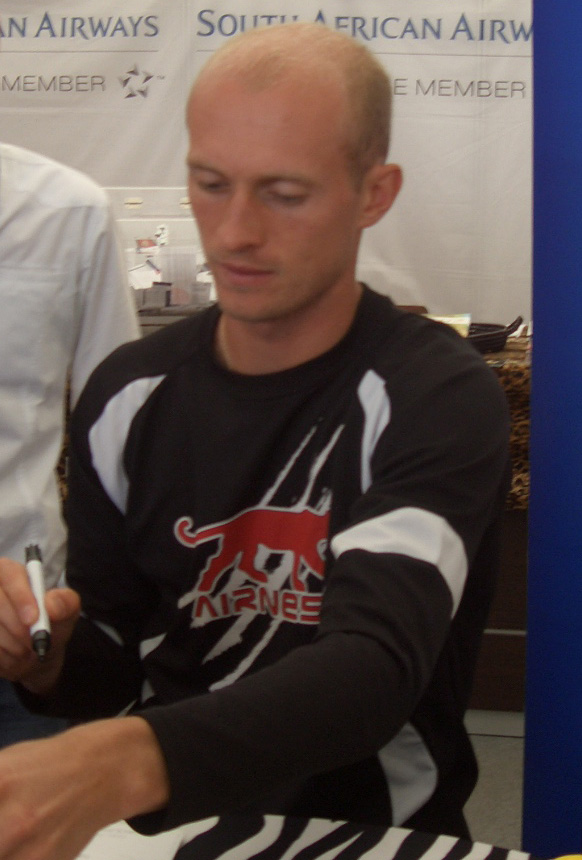
Nikolaj Davyděnko (* 1981)

- 1423 – Ferdinand I. Ferrante, neapolský král († 25. ledna 1494)
- 1535 – Lev XI., papež († 1605)
- 1609 – Žofia Bošňáková, uherská šlechtična († 28. dubna 1644)
- 1714 – Christoph Willibald Gluck, německý hudební skladatel a reformátor opery († 15. listopadu 1787)
- 1731 – Martha Washingtonová, manželka prezidenta USA George Washingtona († 22. května 1802)
- 1740 – Markýz de Sade, francouzský šlechtic, autor řady zčásti pornografických, zčásti filosofických knih († 1814)
- 1742 – Eugen Johann Christoph Esper, německý entomolog, botanik a patolog († 27. července 1810)
- 1810 – Konstancja Gładkowska, polská zpěvačka († 20. prosinec 1889)
- 1822 – John Spencer-Churchill, 7. vévoda z Marlborough, britský státník a šlechtic († 5. července 1883)
- 1823 – Pjotr Lavrov, ruský filozof a sociolog († 25. ledna 1900)
- 1835 – Pius X., papež († 1914)
- 1840 – Thomas Hardy, anglický spisovatel († 11. ledna 1928)
- 1841 – Federico Zandomeneghi, italský malíř († 31. prosince 1917)
- 1845 – Étienne Lamy, francouzský spisovatel a politik († 9. ledna 1919)
- 1852 – Eduard Spelterini, švýcarský průkopník létání († 16. června 1931)
- 1857
  - Karl Adolph Gjellerup, dánský nositel Nobelovy ceny za literaturu († 11. října 1919)
  - Edward Elgar, anglický hudební skladatel († 1934)
- 1861 – Helen Herron Taftová, manželka 27. prezidenta USA Williama H. Tafta († 22. května 1943)
- 1864 – Wilhelm Souchon, německý a osmanský admirál († 13. ledna 1946)
- 1876 – Dušan Porubský, slovenský novinář († 9. dubna 1924)
- 1889 – Erik Jan Hanussen, rakouský varietní umělec a jasnovidec († 25. března 1933)
- 1891 – Takidžiró Óniši, japonský admirál († 16. srpna 1945)
- 1893 – Erkki Raappana, finský generál († 14. září 1962)
- 1899
  - Otto Isakower, rakouský psychiatr a psychoanalytik († 10. května 1972)
  - Lotte Reiniger, německá animátorka a režisérka († 19. června 1981)
- 1903 – Max Aub, španělský spisovatel († 22. července 1972)
- 1904
  - Roger Plaxton, kanadský hokejista, zlato na OH 1928 († 20. prosince 1963)
  - Johnny Weissmüller, americký plavec a filmový herec († 20. ledna 1984)
- 1908 – Michael Staksrud, norský rychlobruslař († 10. listopadu 1940)
- 1915 – Tapio Wirkkala, finský designér a sochař († 19. května 1985)
- 1920 – Marcel Reich-Ranicki, německý publicista a literární kritik († 18. září 2013)
- 1921
  - Janko Smole, slovinský bankéř, finančník a politik († 2010)
  - Marty Napoleon, americký klavírista († 27. dubna 2015)
- 1923 – Lloyd Shapley, americký matematik a ekonom († 12. března 2016)
- 1925 – Doris Hartová, americká tenistka († 29. května 2015)
- 1926 – Raul Hilberg, rakousko-americký historik († 4. srpna 2007)
- 1929 – Gildo Mahones, americký jazzový klavírista
- 1930 – Charles Conrad, americký astronaut († 1999)
- 1936 – Vladimir Golubničij, sovětský dvojnásobný olympijský vítěz v chůzi na 20 km († 16. srpna 2021)
- 1940 – Konstantin II. Řecký, bývalý král Řecka († 10. ledna 2023)
- 1941 – Charlie Watts, britský hudebník, bubeník skupiny The Rolling Stones († 24. srpna 2021)
- 1942 – Tony Buzan, anglický autor a výchovný poradce († 13. dubna 2019)
- 1943 – Crescenzio Sepe, italský kardinál
- 1944 – Marvin Hamlisch, americký hudební skladatel († 6. srpna 2012)
- 1947
  - František Mikloško, slovenský politik
  - Abilio Jose Osório Soares, indonéský politik a guvernér Východního Timoru
- 1949 – Ľuboš Zeman, slovenský básník, textař, novinář a publicista
- 1953
  - Cornel West, americký filozof a politický aktivista
  - Lech Janerka, polský hudebník
- 1955 – Michael S. Steele, americký hudebník (The Bangles)
- 1958 – Lex Luger, americký wrestler
- 1960 – Ivan Mikloš, slovenský politik
- 1968 – Talant Dujšebajev, španělský házenkář
- 1970 – B-real, americký rapper (Cypress Hill)
- 1972
  - Wentworth Miller, americký herec
  - Jekatěrina Karstenová, běloruská veslařka
  - Mark Beaumont, anglický hudební publicista
- 1977 – Zachary Quinto, americký filmový a televizní herec
- 1976 – Michele Strazzabosco, italský hokejista
- 1981 – Nikolaj Davyděnko, ruský tenista
- 1986 – Kamil Čapkovič, slovenský tenista
- 1988 – Sergio Agüero, argentinský fotbalista

## Úmrtí

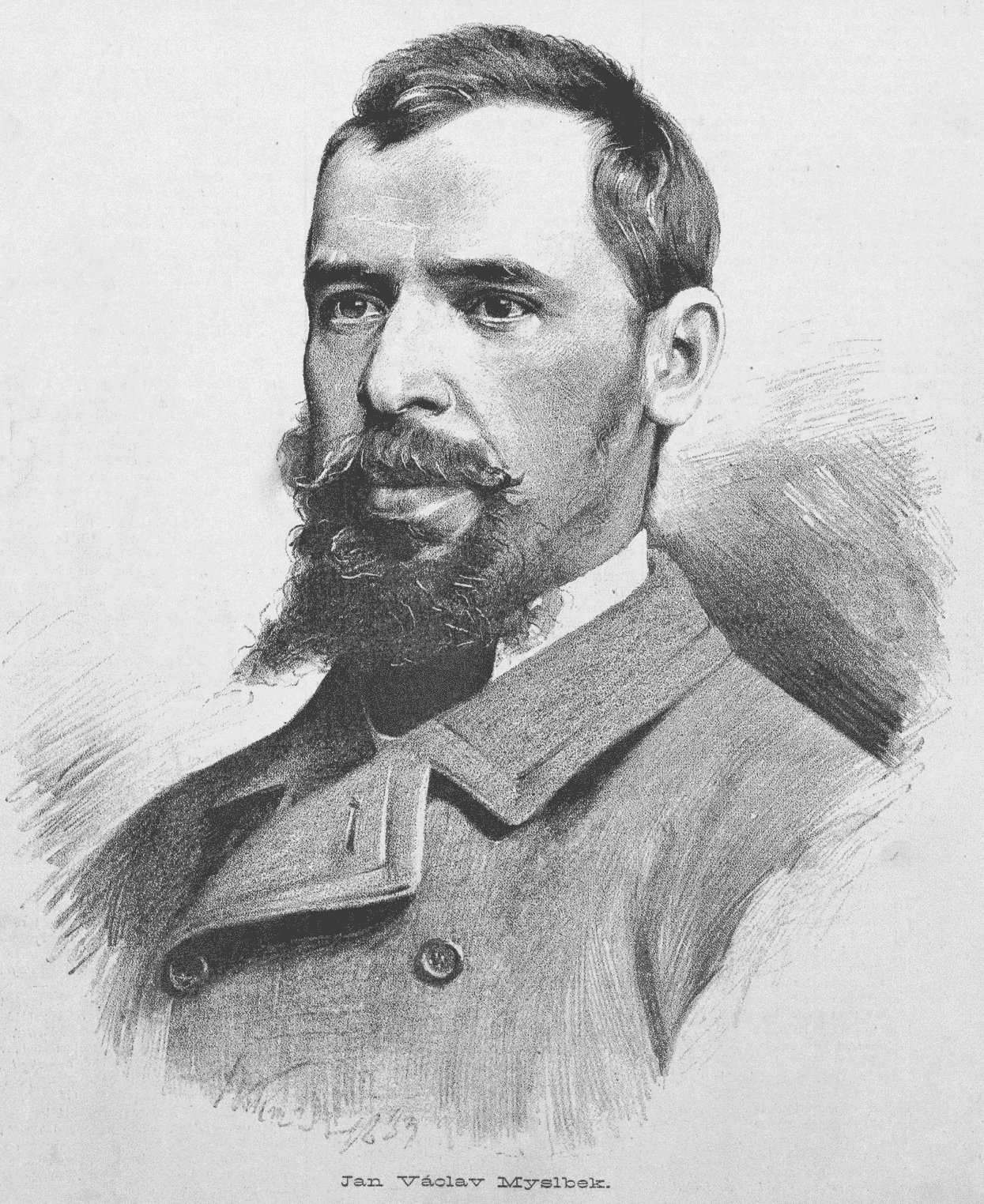
Josef Václav Myslbek († 1922)

### Česko
- 1230 – Judita Přemyslovna, dcera Přemysla Otakara I. (* 1201)
- 1906 – Vincenc Dominik Bíba, pedagog (* 25. března 1820)
- 1917 – Jan Lier, novinář, spisovatel a kritik (* 27. října 1852)
- 1982 – Jiří Brdečka, novinář, spisovatel, výtvarník a filmový režisér (* 24. prosince 1917)
- 1987 – Vladimír Kořínek, matematik (* 18. dubna 1899)
- 1922 – Josef Václav Myslbek, sochař (* 20. června 1848)
- 1927 – Otto Gutfreund, kubistický sochař (* 3. srpna 1889)
- 1933 – Zikmund Polášek, houslista, skladatel a hudební pedagog (* 26. dubna 1877)
- 1934
  - Karel Chytil, historik umění (* 18. dubna 1857)
  - Jindřich Vaníček, sokolský funkcionář (* 1. ledna 1862)
- 1942 – Jan Charbula, pravoslavný novomučedník z období nacismu (* 14. června 1876)
- 1944 – Bohumil Fidler, hudební skladatel a dirigent (* 27. května 1860)
- 1952 – Bohumil Mathesius, básník, překladatel, editor, publicista a literární vědec (* 14. července 1888)
- 1965 – Bob Hurikán, skaut, cestovatel, tramp a písničkář (* 21. dubna 1907)
- 1968 – Marie Stejskalová, hospodyně v rodině Leoše Janáčka (* 1873)
- 1976 – František Zupka, československý politik, předseda ÚRO (* 30. června 1901)
- 1978 – Josef Kuchynka, učitel, psycholog a spisovatel (* 25. srpna 1906)
- 1982 – Jiří Brdečka, spisovatel, výtvarník a filmový režisér (* 24. prosince 1917)
- 1984 – Marie Fischerová-Kvěchová, česká malířka a ilustrátorka (* 24. března 1892)
- 1986 – Václav Hlavsa, archivář a knihovník (* 8. listopadu 1905)
- 1996 – Jiří Spěváček, historik (* 14. března 1923)
- 1999 – Václav Benda, politik a protikomunistický disident (* 8. srpna 1946)
- 2003 – Július Kowalski, hudební skladatel a pedagog (* 24. února 1912)
- 2010 – Josef Pacák, profesor organické chemie (* 26. září 1927)
- 2017 – Jaroslav Kořán, překladatel, scenárista, podnikatel a politik (* 17. ledna 1940)

### Svět

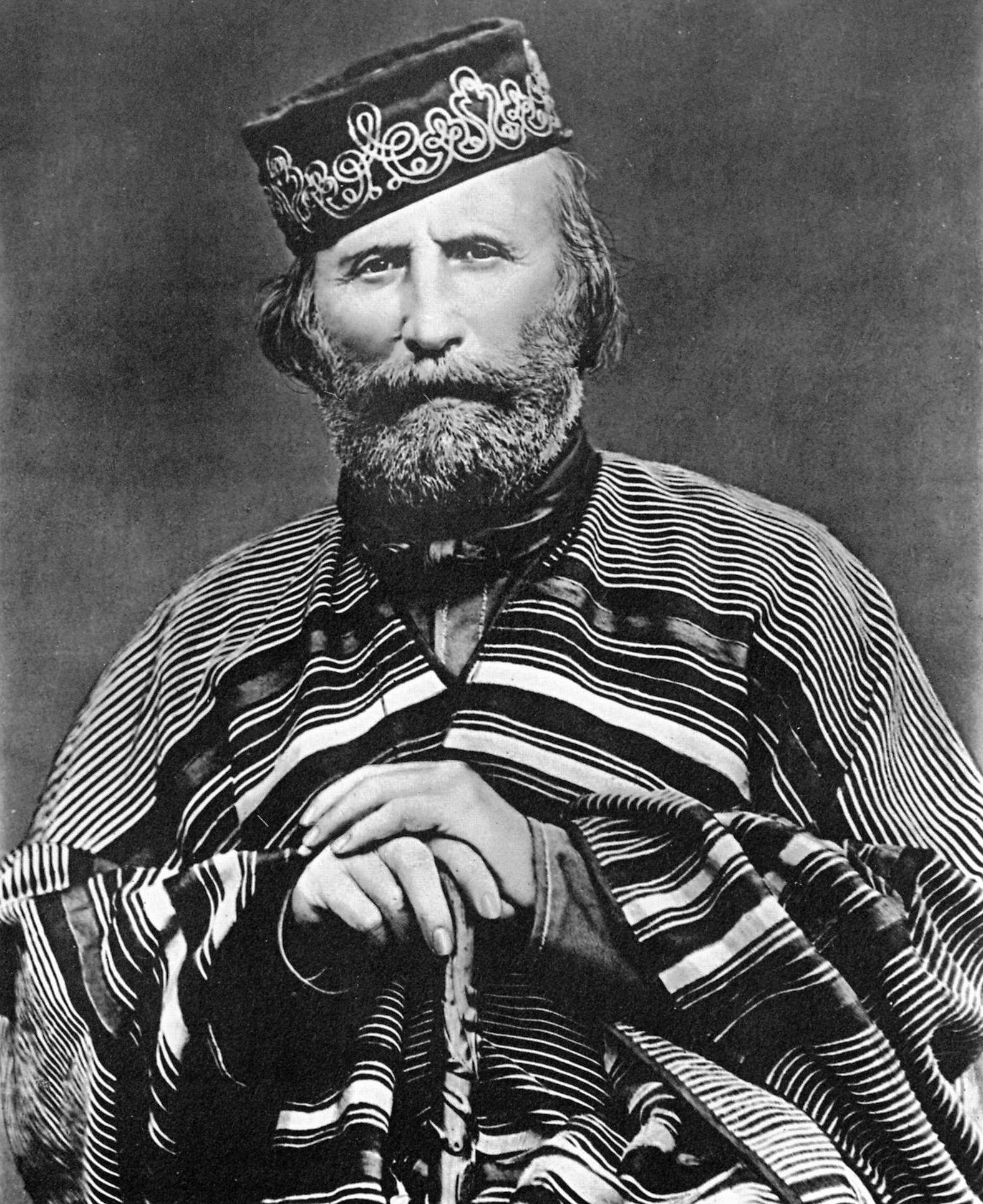
Giuseppe Garibaldi († 1882)

- 0193 – Didius Iulianus, římský císař (* 30. ledna 133)
- 0657 – Evžen I., papež římskokatolické církve (* ?)
- 0910 – Richilda z Provence, římská císařovna a západofranská královna (* kolem roku 845)
- 1258 – Pedro z Urgellu, hrabě z Urgellu, syn portugalského krále Sancha I. aragonské princezny Dulce (* 1187)
- 1280 – Jolanda Burgundská, hraběnka z Nevers, Auxerre, Tonnerre a Valois (* 1247)
- 1320 – Petr z Aspeltu, mohučský arcibiskup(* asi 1250)
- 1576 – Volcher Coiter, holandský anatom (* 1534)
- 1615 – Motocugu Gotó, japonský samuraj (* 5. května 1560)
- 1701 – Madeleine de Scudéry, francouzská spisovatelka (* 15. listopadu 1607)
- 1733 – Jan Adam Vratislav z Mitrovic, pražský arcibiskup (* 20. května 1677)
- 1786 – Giovanni Battista Lampugnani, italský hudební skladatel (* 1708)
- 1794 – Adolf Fridrich IV. Meklenbursko-Střelický, meklenbursko-střelický vévoda (* 5. května 1738)
- 1828 – Leandro Fernandez de Moratín, španělský dramatik (* 10. března 1760)
- 1833 – Anne-Jean-Marie-René Savary, francouzský generál a politik (* 26. dubna 1774)
- 1835 – François-Étienne Kellermann, francouzský generál (* 4. srpna 1770)
- 1875 – Józef Kremer, polský spisovatel (* 22. února 1806)
- 1876 – Christo Botev, bulharský básník a filozof (* 1847)
- 1882 – Giuseppe Garibaldi, italský revolucionář, bojovník za nezávislost (* 1807)
- 1883 – Charles Wehle, český klavírista a hudební skladatel (* 17. března 1825)
- 1885 – Karel Anton von Hohenzollern-Sigmaringen, německý kníže a politik (* 7. září 1811)
- 1899 – John Whitehead, anglický přírodovědec (* 30. června 1860)
- 1908 – Ján František Pálfi, poslední šlechtický majitel Bojnického zámku (* 19. srpna 1829)
- 1915 – Jules Bourdais, francouzský architekt (* 6. dubna 1835)
- 1917 – Oscar Schuster, německý horolezec (* 1. října 1873)
- 1920 – Horst Blume, německý spisovatel
- 1933 – Frank Jarvis, americký sprinter, olympijský vítěz (* 31. srpna 1878)
- 1937
  - Richard Aldrich, americký hudební kritik (* 31. července 1863)
  - William Niven, americký mineralog a archeolog (* 6. října 1850)
  - Louis Vierne, francouzský varhaník a skladatel (* 1870)
- 1944 – Zikmund Schul, německý židovský skladatel (* 11. ledna 1916)
- 1947 – Stěpan Petričenko, ruský revolucionář (* 1892)
- 1948 – Waldemar Hoven, nacistický válečný zločinec (* 10. února 1903)
- 1951
  - John Erskine, americký spisovatel (* 5. října 1879)
  - Émile Chartier, francouzský filosof (* 3. března 1868)
- 1962
  - Fran Saleški Finžgar, slovinský kněz a spisovatel (* 9. února 1871)
  - Vita Sackville-Westová, britská spisovatelka a zahradnice (* 1892)
- 1967
  - Ja'akov Zerubavel, izraelský politik (* 14. ledna 1886)
  - Benno Ohnesorg, oběť studentských protestů v Německu (* 1940)
- 1968 – Richard Norris Williams, americký tenista, olympijský vítěz (* 29. ledna 1891)
- 1970 – Bruce McLaren, novozélandský automobilový závodník, zakladatel stáje McLaren, jezdící ve Formuli 1 (* 1937)
- 1981 – Rino Gaetano, italský zpěvák (* 29. října 1950)
- 1986 – Arthur Hoerée, belgický hudební skladatel (* 16. dubna 1897)
- 1987
  - François Perroux, francouzský ekonom (* 19. prosince 1903)
  - Andrés Segovia, španělský klasický kytarista (* 21. února 1893)
  - Anthony de Mello, indický kněz, psychoterapeut a spisovatel (* 4. září 1931)
  - Fatimeh Pahlaví, íránská princezna (* 30. října 1928)
- 1990
  - Walter Davis, Jr., americký klavírista (* 2. září 1932)
  - Rex Harrison, britský herec (* 5. března 1908)
- 1992 Virghil Gheorghiu, rumunský diplomat, duchovní ortodoxní církve a francouzsky píšící spisovatel (* 13. září 1916)
- 1996 – Leon Garfield, anglický spisovatel (* 14. července 1921)
- 1997 – Helen Jacobsová, americká tenistka (* 6. srpna 1908)
- 1999 – Andy Simpkins, americký kontrabasista (* 29. dubna 1932)
- 2004 – Nikolaj Gjaurov, bulharský operní pěvec, bas (* 13. září 1929)
- 2006 – Vince Welnick, americký klávesista (* 21. února 1951)
- 2008
  - Mel Ferrer, americký herec a režisér (* 25. srpna 1917)
  - Bo Diddley, americký zpěvák a kytarista (* 30. prosince 1928)
- 2009
  - David Eddings, americký spisovatel fantasy literatury (* 7. července 1931)
  - FrancEyE, americká básnířka (* 19. března 1922)
- 2011 – Ray Bryant, americký jazzový klavírista (* 24. prosince 1931)
- 2012
  - Frazier Mohawk, americký hudební producent (* 12. prosince 1941)
  - Vinnie Johnson, americký jazzový bubeník (* 1937)
- 2014 – Duraisamy Simon Lourdusamy, indický kardinál (* 5. února 1924)
- 2015 – Irwin Rose, americký biolog, Nobelova cena za chemii 2004 (* 16. července 1926)
- 2020 – Carlo Ubbiali, italský motocyklový závodník (* 22. září 1929)
- 2023 – Kaija Saariahová, finská hudební skladatelka (* 14. října 1952)

## Svátky

### Česko
- Jarmil, Jaromil
- Erazim, Erasmus
- Marcelin
- Ronan, Renan, Ronald
- Svatoslav

### Svět
- Mezinárodní den prostitutek
- Bhútán: Korunovační den
- Island: Den námořníků
- Tunisko: Den mládeže
- Itálie: Den republiky
- Slovensko: Xénia

### Liturgický kalendář
- Sv. Marcelin a Sv. Petr
- Sv. Erasmus

| 2. červen v pražském KlementinuÚdaje jsou platné k 29. 4. 2025. | 2. červen v pražském KlementinuÚdaje jsou platné k 29. 4. 2025. | 2. červen v pražském KlementinuÚdaje jsou platné k 29. 4. 2025. |
| minimum                                                         | denní průměr                                                    | maximum                                                         |
| --------------------------------------------------------------- | --------------------------------------------------------------- | --------------------------------------------------------------- |
| 4,6 °C (1928)                                                   | 16,5 °C (od 1961)                                               | 31,6 °C (1901)                                                  |